# Maria Korchinska
Maria Korchinska est une harpiste russe née le 16 février 1895 à Moscou et morte le 17 avril 1979 à Londres.

## Biographie
Maria Korchinska naît le 16 février 1895 à Moscou.
Elle étudie avec Xenia Erdeli et Alexander Slepushkin et devient en 1910 la première harpiste à recevoir la médaille d'or du Conservatoire de Moscou.
Entre 1918 et 1924, elle est professeure de harpe au Conservatoire Tchaïkovski. Elle est également soliste à l'Orchestre du Bolchoï.
Elle quitte ensuite la Russie pour la Grande-Bretagne et s'installe à Londres.
À compter de 1926, elle se produit avec le Harp Ensemble et le Wigmore Ensemble, interprétant beaucoup de musique de chambre de son temps. Elle donne notamment la première audition publique de la Fantasy Sonata pour alto et harpe d'Arnold Bax, partition qui lui est dédiée.
En décembre 1943, elle crée avec le Morriston Boys' Choir, sous la direction de Benjamin Britten, la version achevée de A Ceremony of Carols du compositeur. Avec la même équipe, l'œuvre est enregistrée chez Decca.
À partir de 1960, elle collabore avec la harpiste néerlandaise Phia Berghout à l'organisation des Semaines de la harpe, qui se tiennent à la Huis Queekhoven de la Fondation Eduard van Beinum à Breukelen, aux Pays-Bas, rassemblement précurseur du World Harp Congress.
Personnalité majeure de la harpe au Royaume-Uni, elle meurt le 17 avril 1979 à Londres.